# Нана (Нове Замки)
Нана (слч. Nána, мађ. Nána) насељено је мјесто са административним статусом сеоске општине (слч. obec) у округу Нове Замки, у Њитранском крају, Словачка Република.

## Становништво
| Година:    | 1994. | 2004.   | 2014.   | 2024.   |
| ---------- | ----- | ------- | ------- | ------- |
| Број људи: | 1138  | 1187    | 1190    | 1188    |
| Разлика:   |       | +4,30 % | +0,25 % | -0,16 % |

| Година:    | 2023. | 2024.   |
| ---------- | ----- | ------- |
| Број људи: | 1198  | 1188    |
| Разлика:   |       | -0,83 % |

Према подацима о броју становника из 2011. године насеље је имало 1.184 становника.